# Дрипетида
Дрипетида (? — 323 до н. э.) — персидская царевна из династии Ахеменидов.

## Биография
Дрипетида была младшей дочерью Дария III и Статиры, родилась между 350 и 345 гг. до н. э.
Во время вторжения Александра Македонского в пределы персидской державы семья Дария сопровождала его в обозе войска: жена, мать, сын и две дочери: старшая Барсина и младшая Дрипетида. После разгрома персидской армии в битве при Иссе и разграбления лагеря все они оказались в руках Александра. Против ожиданий, Александр обошёлся с семьёй своего врага очень милостиво — вернул разграбленное имущество, оставил слуг и содержание, но не согласился вернуть её Дарию даже за выкуп. Он отправил обеих дочерей Дария в Сузы, где они получали греческое воспитание.
В 324 г. до н. э. Александр выдал Дрипетиду замуж за своего друга с детства Гефестиона во время массовой и пышной свадьбы в Сузах. Однако Гефестион вскоре умер, оставив Дрипетиду вдовой. Ненадолго пережил его и сам Александр. Большинство исследователей склоняются к мысли, что Дрипетида вместе со Статирой, к тому времени уже ставшей женой Александра, была убита ревнивой Роксаной. Однако есть мнение, что Дрипетида не была убита, поскольку не имела никаких прав на престол огромной державы и не представляла угрозы Роксане и её сыну.